# Велика Лондонська чума
Велика Лондонська чума (англ. Great Plague of London) — значна епідемія чуми, яка відбулася упродовж 1665—1666 років у Лондоні; остання епідемія бубонної чуми в Англії. Це сталося за часів багатовікового періоду після другої пандемії чуми Чорна смерть (1347—1351), коли періодично в Європі спалахували епідемії бубонної чуми. Цей період тривав до 1750 року. Хоча в історії не сумнівалися в тому, що епідемія була чумною, але в 2016 році це було підтверджено за допомогою полімеразно-ланцюгової реакції (ПЛР). Дослідження в кістках померлих за тих часів у Лондоні, проведені із застосуванням ПЛР, показало наявність ДНК збудника чуми Yersinia pestis.
Велика Лондонська чума винищила за 18 місяців приблизно 100 тисяч людей — майже чверть тодішнього населення Лондона. Вона за рівнем значно поступалася «Чорній смерті», коли упродовж 1347—1351 років населення Європи скоротилося на 30—60 %, а популяція була відкинута назад на 150 років. Але у свідомості тодішніх англійців це була остання за високим рівнем летальності епідемія в Англії, тому й отримала назву «Велика».

## Особливості Лондона до епідемії
Взимку 1664 року на небі над Англією пройшла яскрава комета, а жителі Лондона злякалися, дивуючись, яку злу подію вона принесе. У той час Лондон мав площу близько 448 гектарів, був оточений міською стіною, яку побудовано для запобігання вторгненням банд. Велика скупченість населення у бідніших частинах міста приводило до того, що адекватну гігієну було неможливо підтримувати в належному стані. Вулиці середньовічного Лондона були тісні та темні. Краї дахів будинків майже торкалися одне одного. Не було ні мостових, ні тротуарів. По звивистих вулицях протікали струмочки нечистот. Бруківка була слизькою від тваринного гною, сміття і шматків відходів, викинутих з будинків, роями мух влітку. Часто шар бруду на вулицях був до такої міри товстим, що пересуватися в подібному місиві можна було тільки в спеціальному взутті. Багаті громадяни Лондона одягали на свої черевики високі «платформи». Міська влада використовувала сміттярів, щоб видалити найбільший бруд, і його транспортували до курганів за стінами, де вони накопичувались та продовжували розкладатися. Запах був нестерпний, люди проходили поряд з хусточками або букетиками, притиснутими до ніздрів. Ще однією небезпекою для людського здоров'я був задушливий чорний дим, який йшов з труб заводів, які виготовляли мило, з пивоварних заводів, металургійних підприємств та з близько 15 000 будинків, які опалювалися вугіллям.
Поза міськими стінами виникло передмістя, де проживали майстри і підмайстри, які прибували до вже переповненого міста. Це були хаотичні містечка з дерев'яними домами та без санітарії. Влада намагалася контролювати ці місця проживання, але зазнала невдачі, і тут проживало понад 250 тисяч людей. Інші приїжджі захопили прекрасні міські будинки  роялістів, які покинули країну за часів громадянської війни. Ці будинки були перетворені на комунальні квартири. Такі умови сприяли поширенню чуми.
Як всередині Лондона, так і за його межами були райони різної площі, які історично отримали права на самоврядування. Багато людей були пов'язані з релігійними установами, і коли вони були розформовані внаслідок розпуску монастирів, їхні історичні права були передані разом із майном новим власникам. Огороджене місто було оточене передмістями з різними адміністраціями. Вестмінстер був незалежним містом із власними свободами. Все це призводило до проблем адміністрування.

## Статистика смертей у Лондоні
У 1662 році за підрахунками в Лондоні, Ліберті, Вестмінстері та приходських парафіях проживало 384 000 мешканців, що ґрунтувалося на цифрах законопроєктів про смертність, які щотижня публікувалися в столиці. Не було обов'язковим, щоб громадяни повідомляли про смерть у владні структури. Натомість кожна парафія призначила двох або більше «шукачів мертвих», обов'язком яких було оглянути труп та встановити причину смерті. «Шукач мертвих» мав право стягувати невелику плату з родичів мерців за кожну смерть, про яку вони повідомляли. Як правило, «шукачі мертвих» були старими неграмотними жінками, які мало знали про виявлення захворювань і не завжди були чесними. Зазвичай вони дізнавалися про смерть або від місцевого дяка, якого люди просили копати могилу, або за дзвонами церковного дзвону, які сповіщали про поховання. Ті, хто не повідомили про смерть у своїй місцевій церкві, такі як квакери, анабаптисти, інші не англіканські християни чи юдеї, часто не потрапляли до офіційних записів. «Шукачам мертвих» під час чуми потрібно було жити окремо від громади, уникати інших людей і носити білу паличку, яка попереджали перехожих про їхнє заняття під час перебування на вулицях, та бути в приміщенні, крім періоду виконання ними своїх обов'язків, щоб уникнути поширення хвороби. «Шукачі мертвих» звітували приходському діловоду, який щотижня звітував до Товариства приходських чиновників у Брод-Лейн. Далі цифри передавались лордові-меру, а надалі — державному міністру, коли чума стала проблемою загальнодержавного значення. Повідомлені цифри були використані для складання звітів про смертність, у яких перераховано загальну кількість смертей у кожній парафії та кількість померлих від чуми. Система «шукачів мертвих» існувала до 1836 року.
Було зафіксовано некомпетентність «шукачів мертвих» у виявленні справжніх причин смерті, зазначивши, що часто записувалися  загальні причини смерті, а не від захворювань, які тоді визнавали медики. Хабарів було достатньо, щоб шукачі змінили причину смерті на зручнішу для домочадців. Ніхто не хотів, щоб знали, скільки смертей від чуми в їхньому домогосподарстві, і приходські чиновники теж були поблажливі в приховуванні випадків чуми в офіційних документах. Аналіз місячних звітів про смерті під час чуми свідчить про зростання випадків смертей, не пов'язаних з чумою, значно вище середнього рівня смертності, що пояснюється неправильним представленням справжньої причини смерті. У міру поширення чуми була введена система карантину, згідно з якою будь-який будинок, де хтось помер від чуми, замикався і нікому не дозволяли входити чи виїжджати звідти протягом 40 днів. Це часто призводило до загибелі інших мешканців, що створювало привід у населення не повідомляти про чуму. Офіційний звіт по Лондону дає число в 68 596 випадків чуми, однак обґрунтована оцінка дозволяє припустити, що ця цифра на 30 000 менше, ніж справжня. Будинок, де була виявлена у мешканців чума, позначався червоним хрестом на дверях зі словами «Господи, помилуй нас», а біля нього виставлялася сторожа.
Чума була однією з небезпек життя Англії від її драматичної появи в 1348 році під час Чорної смерті. У 1563 році в Лондоні щотижня помирала тисяча людей, у 1593 році було 15 003 загиблих від чуми. Звіти про смерті в Англії почали регулярно публікуватися в 1603 році, коли від чуми померло 33 347 осіб. Між тим роком і 1665 роком лише за чотири роки не було зареєстрованих випадків смерті від чуми. У 1625 році померло 41 313 осіб, між 1640 та 1646 роками — 11 000 смертей. Спалах чуми 1625 року зафіксовано в той час спочатку як «Велика чума», поки смертність від чуми 1665 року не перевищила значно цей показник. Офіційні дані, ймовірно, не показували фактичну кількість смертей від чуми.

## Запобігання чуми
Повідомлення про чуму в Європі почали надходити до Англії в 1660-х роках, змусивши Таємну раду розглянути, що можна зробити, щоб не допустити її поширення до Англії. Карантин суден використовувався під час попередніх спалахів, і знову був запроваджений для кораблів, які прибували до Лондона в листопаді 1663 року, після спалахів в Амстердамі та Гамбурзі. Два військові морські кораблі були призначені для перехоплення будь-яких суден, які входили до лиману Темзи. Кораблі із заражених портів повинні були причалити в Гол-Гейвен на острові Кенві й залишатися там протягом 30 днів, перш ніж їм буде дозволено подорожувати далі. Кораблям з портів, вільних від чуми, або які закінчили свій карантин, надавався сертифікат про стан здоров'я та їм дозволялося пливти далі. Була встановлена друга інспекційна лінія між фортами на протилежних берегах Темзи в Тілбері та Гравсенд, з інструкцією пропускати виключно кораблі із сертифікатом.
Тривалість карантину була збільшена до сорока днів у травні 1664 року, коли континентальна чума поширилася. З'явилась інформація про те, що чума охопила всю Голландію, Зеландію та Фрисландію (всі регіони Голландської Республіки), хоча обмеження щодо Гамбурга були зняті в листопаді 1664 року. Карантинні заходи проти суден, які прибували з Голландської республіки, були введені в 29 інших портах із травня 1664 року, починаючи з Великого Ярмута. Голландський посол заперечував проти обмеження торгівлі зі своєю країною, але Англія відповіла, що є однією з останніх країн, яка запровадила такі обмеження. Положення виконувались досить суворо, так що будинки, де подорожні перебували після виходу берег, та люди, які їх обслуговули, також були піддані 40-денному карантину.

## Початок епідемії
Вважається, що ця епідемія бубонної чуми в Англії поширилася з Нідерландів, де хвороба періодично виникала з 1599 року. Незрозуміло, де саме вперше в Лондоні з'явилася хвороба, але збудник та джерела інфекції, ймовірно, прибули з голландськими торговими кораблями, які перевозили тюки з бавовни з Амстердаму, який був охоплений хворобою в 1663—1664 роках, з кількістю смертей, яка сягнула до 50 тисяч осіб.
Інші хвороби широко зустрічалися у Лондоні, зокрема, за рік до цього відбувся спалах натуральної віспи. Це додало труднощів у виявленні справжнього терміну початку епідемії. Сучасні дослідження показують, що перші випадки чуми сталися взимку 1664—1665 років. Деякі з них були смертельними, але ніяких особливих дій не зроблено. Зима була холодною, земля замерзла з грудня 1664 року по березень 1665 року, річковий рух на Темзі двічі перекривався льодом, і, можливо, холодна погода стримала на сезон поширення епідемії.
Вважається, що перші райони, які були уражені, — причальні райони біля Лондона та парафія Св. Джайлза. В обох цих населених пунктах бідні робітники були хворими на багато інших хвороб. Два підозрілі випадки смерті були зафіксовані в парафії Сент-Джайлз у 1664 році та ще й в лютому 1665 року. Вони не вважалися смертью від чуми у звітах про смертність, тому влада не вжила заходів контролю, але загальна кількість людей, які гинули в Лондоні впродовж перших чотирьох місяців 1665 року, помітно збільшилася. До кінця квітня 1665 року зафіксовано лише чотири випадки смерті від чуми, два — в парафії Св. Джайлза, але загальна кількість смертей на тиждень зросла приблизно з 290 до 398.
Незважаючи на те, що у квітні було лише три офіційні випадки, рівень чуми, який у попередні роки не викликав жодної офіційної реакції. Цього разу влада вжила заходів щодо запровадження домашнього карантину. Судді в Міддлсексі було доручено розслідувати будь-які підозрювані випадки та закрити будинок, якщо це буде підтверджено. У Сент-Джайлзі спалахнув бунт, коли перший будинок був запечатаний. Натовп зламав двері та звільнив мешканців. Зловлених бунтарів суворо покарали. Були дані інструкції щодо будівництва будинків, які, по суті, були ізоляційними лікарнями, побудованими подалі від інших місць проживання людей, де можна було б доглядати за хворими або залишатись, поки вони не помирали. Ця офіційна діяльність свідчить про те, що, незважаючи на кілька зафіксованих випадків, уряд уже усвідомлював, що це серйозний спалах чуми.

## Перебіг подальшої епідемії
З приходом теплішої погоди епідемія посилилася. Упродовж 2–9 травня у парафії Св. Джайлза зафіксовано три випадки смерті, по чотири — в сусідніх парафіях святого Климента Данського та по одній — у св. Ендрю Голборна та св. Мері Вулчерч Гоу. Тільки останній випадок був всередині міських стін. Комітет Таємної ради був сформований для розслідування методів найкращого запобігання поширення чуми, а також були введені заходи щодо закриття деяких будиночків в уражених районах та обмеження кількості мешканців для проживання у домогосподарстві. У Лондоні лорд-мер виголосив, що всі домогосподарства повинні старанно прибирати вулиці навіть за межами своєї власності, що було відповідальністю домогосподарства, а не держави, тоді як місто брало зобов'язання прибрати безхатченків та грабіжників. Все настільки погіршилися, що старшинам було доручено знайти та покарати тих, хто не виконує своїх обов'язків. У міру того, як почали збільшуватися випадки в Сент-Джайлзі, було зроблено спробу карантинізації цього району, і констеблям доручили перевіряти всіх, хто бажає подорожувати і не випускати з осередку бродяг чи підозрюваних на наявність чуми.
Люди почали тривожитися. Самуель Пепіс, який обіймав важливу посаду в Адміралтействі, залишився в Лондоні й записав у щоденнику свої враження від епідемії. Так 30 квітня він написав: «Великі страхи від хвороби тут, у місті, говорили (люди), що два чи три будинки вже зачинені. Хай Бог береже нас усіх!» Ще одне джерело інформації про той час — «Щоденник чумного року», який написав Данієль Дефо. Документальний твір опублікований у 1722 році. Дефо було лише шість років, коли відбулася епідемія, але він використав спогади своєї сім'ї, інтерв'ю з тими, хто вижив, і офіційні записи, які йому були доступні.
До липня 1665 року в Лондоні вирувала чума. Багаті тікали, включаючи англійського короля Карла II, його сім'ю та його двір, які переїхали до Оксфорда у вересні. Альдермени та більшість інших міських чиновників вирішили залишитися на своїх посадах. Лорд-мер Лондона, сер Джон Лоуренс, також вирішив залишитися в місті. Підприємства були закриті. Дефо написав: «Нічого не було видно, окрім карет і візків, з товарами, жінками, слугами, дітьми, і вершників, і всі поспішали». Оскільки чума вирувала протягом усього літа, лише невелика кількість священнослужителів, медиків та аптекарів залишилася справлятися зі значно більшою кількістю захворілих і померлих.

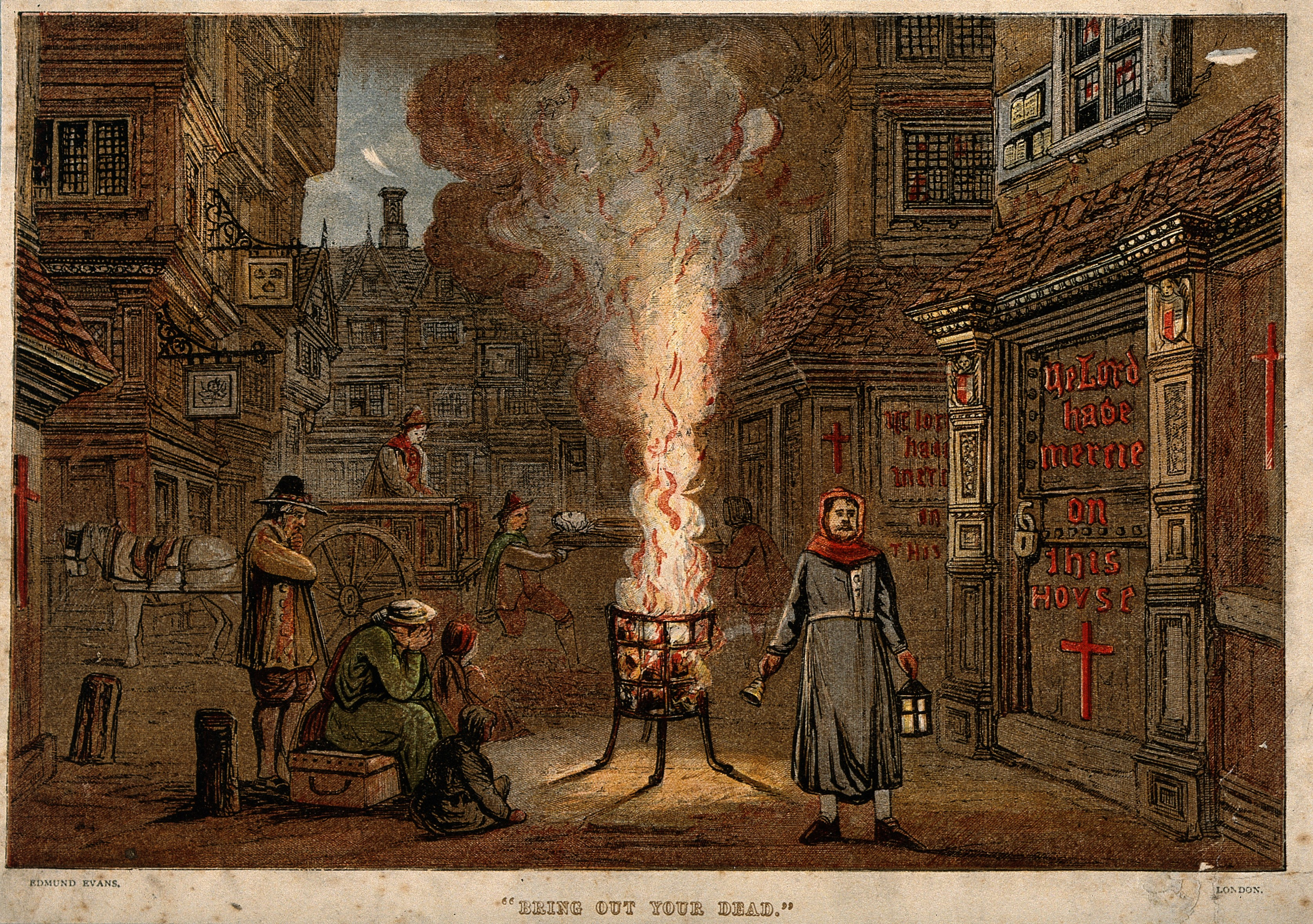
Вулиця під час Великої чуми в Лондоні 1665 р. З возом смерті та скорботами. Іконографіка.

Бідні люди також були нажахані чумою, деякі покинули місто, але їм було непросто відмовитися від житла та засобів для існування на невизначене майбутнє в іншому місці. Перш ніж виїхати через міські ворота, від них вимагали свідоцтво про стан здоров'я, підписане лордом-мером, і його все важче було отримати. Із часом кількість жертв чуми зростала, люди, які жили в селах за межами Лондона, почали обурюватися цим виїздом і вже не були готові приймати мешканців міста з Лондона, зі свідоцтвом або без нього. Біженців повертали назад, їм не дозволяли проїжджати через міста, вони мусили подорожувати по всій країні, і змушені були жити за те, що вони могли вкрасти або зірвати з полів. Багато хто загинув зрештою від голоду і спраги наступним спекотним літом.
В останній тиждень липня лондонський звіт про померлих показав 3014 смертей, з яких 2020 — від чуми. Кількість померлих внаслідок чуми, можливо, була занижена, оскільки число смертей в інші роки за той самий період була значно нижчим — близько 300. Оскільки кількість жертв зростала, могильники переповнювались, і викопувалися нові ями для поховання. Візники візків для мертвих об'їжджали вулиці із гаслом «Вивіз мертвих» та вивозили купи тіл. Влада була занепокоєна тим, що кількість смертей може викликати збурення в суспільстві, і наказала, що вивіз має відбуватися лише вночі. З плином часу було занадто багато померлих і вкрай мало візників, щоб вивезти тіла, які почали накопичуватися біля стін будинків. Щоденний збір відновився, а чумні ями стали курганами трупів, які розкладалися. У парафії Олдгейт біля церковного подвір'я було викопано велику яму, завдовжки п'ятдесят футів і завширшки двадцять футів. Копання продовжували копачі на одному кінці, а вози мертвих тіл скидалися на іншому. Коли не ставало місця для подальшого розширення, яму копали глибше, поки не було досягнуто ґрунтових вод на глибині двадцять футів. Нарешті яму засипано землею, у ній розміщено 1114 трупів.
Чумні лікарі об'їжджали вулиці, діагностували чуму у хворих. Багато з цих лікарів при цьому не мали офіційної медичної підготовки. Їх наймали міські чиновники. Деталі поховань ретельно приховувались, але паніка поширилася по місту, і, боячись заразитися, трупи поспішно закопували у переповнені ями. Засоби передачі хвороби не були відомі, але, думаючи, що вони можуть бути пов'язані з тваринами, Корпорація Лондонського Сіті наказала вбити усіх собак і котів. Це рішення, можливо, вплинуло на тривалість епідемії, оскільки ці тварини могли допомогти контролювати популяцію пацюків, які на собі мали бліх, які є переносниками бубонної чуми. Думаючи, що погане повітря сприяє передачі чуми, влада наказала спалювати гігантські багаття на вулицях вдень і вночі, сподіваючись, що повітря буде очищене. Тютюн вважався профілактичним засобом, а пізніше було навіть зазначено, що жоден лондонський курець не помер від чуми під час епідемії.
Щоб люди не голодували, лорд-мер та Корпорація Лондонського Сіті домовились про те, що влада сплатить на один фартинг вище звичайної ціни за кожну чверть кукурудзи, яку розвантажено в порту Лондона. Ще одним джерелом продовольства стали села навколо Лондона, які не продавали продукти в столиці, але залишали овочі на визначених ринкових територіях, домовлялися про їхній продаж криком і збирали плату після того, як гроші були занурені у відро оцту для «дезінфекції монет».
Смерть від чуми в Лондоні та передмістях протягом літа була від 2000 людей на тиждень, понад 7000 на тиждень досягла у вересні. Ці цифри не є адекватними. Багато тих парафіяльних чиновників, які вели записи, зрештою померли. Квакери відмовилися співпрацювати, а багатьох бідних просто скинули в масові могили без запису. Незрозуміло, скільки людей захворіло та одужало, оскільки зафіксовано було лише смерті, а наступного року було знищено багато записів у Великій лондонській пожежі. У кількох районах, де збереглися непошкоджені записи, чума забрала життя від 30% до понад 50% всього населення. Окрім Лондона чума поширилася на навколишні селища.

## Кінець епідемії

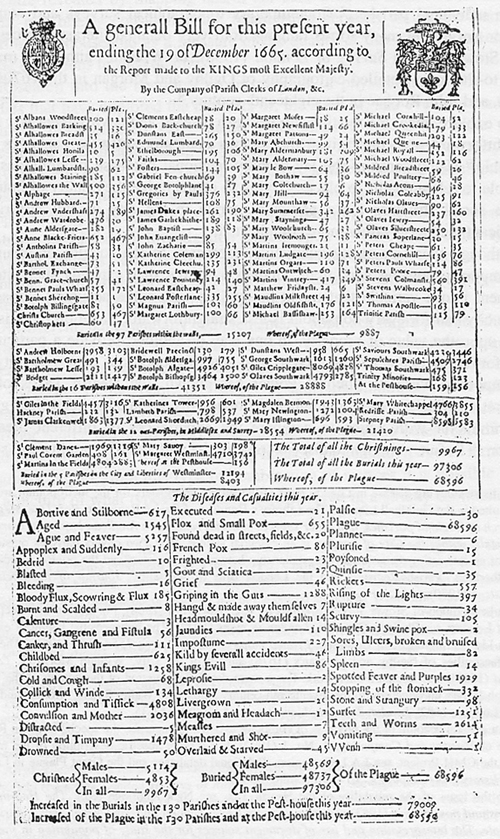
Звіт про смертність у Лондоні 1665 року

До пізньої осені кількість померлих у Лондоні та передмістях почала зменшуватися, поки в лютому 1666 року король та його оточення не зважилися достатньо безпечним повернутися в місто. З поверненням монарха почали повертатися й інші. Парламент, засідання якого не проводилися з квітня 1665 року, поновив свою роботу у вересні 1666 року. Торгівля відновилася, відкрилися підприємства та майстерні.
Випадки чуми продовжували реєструвати спорадично до середини 1666 року. Того вересня Велика лондонська пожежа знищила значну частину Лондонського міста, і вважалося, що саме пожежа поклала край епідемії. Наразі вважається, що чума значною мірою стихла до того, як сталася пожежа. Більшість пізніших випадків чуми були виявлені в передмісті, а саме Лондон-Сіті було знищене пожежею.
Згідно зі звітом про смертність, у Лондоні внаслідок епідемії чуми в 1665 році загинуло 68 596 осіб. Проте також було заявлено, що справжня кількість смертей, імовірно, удвічі перевищує цю цифру. У 1666 році в інших містах відбулися спалахи, але з меншими масштабами. Доктор Томас Гембл, капелан герцога Альбемарла, які обидва залишилися в Лондоні впродовж усієї епідемії, підрахував, що загальний показник смертей по країни від чуми впродовж 1665—1666 років становив близько 200 000.
Велика чума 1665/1666 років була останньою великою епідемією бубонної чуми у Великій Британії. Остання зафіксована смерть від чуми настала в 1679 році, і вона була вилучена як специфічна категорія в звітах про смерті після 1703 року. Населення Англії в 1650 році становило приблизно 5,25 млн, до 1680 року скоротилося до 4,9 млн, відновившись до трохи більше 5 млн до 1700 року.
Лондон був значною мірою перебудований, і Парламент прийняв Закон про відновлення Лондона 1666 року. План вулиць столиці залишився відносно незмінним, але деякі вдосконалення були внесені: вулиці стали ширшими, було створено тротуари, скасовано відкриту каналізацію, заборонено дерев'яні будівлі та навісні фронтони, проєктування та будівництво будівель стало контролюватися. Використання цегли або каменю було обов'язковим, і було побудовано багато таких будівель. Це призвело до того, що чорні пацюки вже не жили в таких домівках.

## Підтвердження причини епідемії
Поховальні ями жертв цієї чумної епідемії були розкопані археологами під час підземних будівельних робіт. У період з 2011 по 2015 рік при будівництві залізниці на вулиці Ліверпуль було виявлено 3500 поховань із «нового церковного двору» («могильника Бетлам»). ДНК Yersinia pestis методом ПЛР знайдено в зубах людей, яких було там поховано, що підтверджує, що вони померли від бубонної чуми.

## У творчості
- Події епідемії зображено у романі англійського письменника Данієля Дефо «Щоденник чумного року».